# L'Âge atomique
Pour plus de détails, voir Fiche technique et Distribution.
L'Âge atomique est un film français réalisé par Héléna Klotz, sorti en 2012.

## Synopsis
L'errance de deux adolescents, Victor et Rainer, un samedi soir : en boîte, dans les rues, puis dans une forêt.

## Fiche technique
- Titre : L'Âge atomique
- Réalisation : Héléna Klotz
- Scénario : Héléna Klotz, avec la collaboration d'Élisabeth Perceval
- Photographie : Hélène Louvart
- Musique : Ulysse Klotz
- Son : Mathieu Perrot
- Montage : Cristobal Fernandez, Marion Monnier
- Décors : Zakaria El Ahmadi
- Costumes : Sarah Da Silva
- Production : Kidam
- Pays d’origine :  France
- Langue : français
- Durée : 68 min
- Date de sortie :
  - France : 28 novembre 2012

## Distribution
- Eliott Paquet : Victor
- Dominik Wojcik : Rainer
- Niels Schneider : Théo
- Mathilde Bisson : Cécilia
- Clémence Boisnard : Rose

## Distinctions
- Prix Jean-Vigo 2012
- Grand prix du jury, catégorie Long métrage français, au festival Premiers plans d'Angers 2012
- Prix FIPRESCI, section Panorama à la Berlinale 2012
- Prix de l'Âge d'or 2012
- Mention spéciale au Valdivia International Film Festival 2012